# The Music Won't Stop
The Music Won't Stop är det tredje studioalbumet från den litauiska sångaren Amberlife som gavs ut januari 2007. Albumet innehåller 11 låtar. Amberlife har själv srivit både text och musik till alla låtar på albumet utom en. Den första låten, "I Will Be There", är skriven av Patric Sarin och Peter Månsson.

## Låtlista
1. I Will Be There – 3:46
2. Cold Children's Heart – 4:53
3. Day or Night – 4:25
4. Be Tavęs – 3:47
5. This Flame's Inside – 3:01
6. Save My Time – 4:36
7. No Longer – 3:55
8. The Music Won't Stop – 4:17
9. Let's Love – 3:04
10. Quiet Inspiration – 3:20
11. Turn Back Time – 3:45

## Medverkande
- Ainars Virga — Gitarr
- Amberlife — Gitarr, Munspel, Sång
- Aras Žvirblys — Akustisk gitarr, Gitarr
- Arturs Palikevics — Gitarr, Bas
- Paulius Rukas — Bas
- Pauls Kesteris — Trummor
- Saulius Bartninkas — Gitarr, Sång
- Valentīns Vaicius — Trummor
- Vytas Mundinas — Trummor
- Žilvinas Liulys — Bakgrundssång, Keyboard
- Žygimantas Sinkevičius — Gitarr